# Luis Mattini
Luis Mattini, nacido con el nombre de Juan Arnol Kremer Balugano (Zárate, 22 de febrero de 1941 - 22 de septiembre de 2024) fue un militante de izquierda argentino y dirigente del Ejército Revolucionario del Pueblo (ERP).

## Orígenes
Hijo de un carpintero y nieto de un inmigrante alemán anarquista y obrero calificado, su madre fue una obrera de origen italiano que había trabajado en el frigorífico de Zárate. Juan Kremer Balugano vivió sus primeros años en Zárate, en el pueblo de Lima cerca de la Central de Atucha y en el barrio de Caseros en el conurbano bonaerense. Su padre  se consideraba un librepensador si bien tenía inclinaciones peronistas y había participado de la histórica movilización del 17 de octubre de 1945 y se había opuesto al golpe de 1955. Era un gran admirador de Víctor Hugo. Los Kremer Balugano eran una familia humilde pero sin embargo poseían una pequeña biblioteca. Juan Kremer Balugano se formó básicamente leyendo literatura y no cursó estudios universitarios. Fue criado como ateo y no fue bautizado. Asistió a una escuela técnica luego de finalizar la escuela primaria. Hasta los 18 años no había tomado contacto con el marxismo y era asiduo lector en una biblioteca popular de Zárate. Trabajó en el Arsenal de Artillería de Zárate  y fue delegado gremial en ATE donde tomó contacto con algunos comunistas. En su educación política influyó significativamente un inmigrante alemán que había sido parte del grupo de Rosa Luxemburgo en Alemania, un hombre mayor y culto que se llamaba Enrique Giesch y que dominaba cuatro idiomas además de latín y griego. Este hombre era muy crítico del estalinismo de la URSS aunque no era un marxista trotskista. Era un antiguo espartaquista que además era obrero calificado que trabajaba en Celulosa Argentina. Enrique Giesch introdujo a Juan Kremer en el marxismo.

## Militancia política y gremial
Comenzó a militar a fines de la década de 1950, con el debate sobre la educación laica o libre durante la presidencia de Arturo Frondizi. Juan Kremer se sumó a apoyar la educación laica y estatal y a criticar la educación religiosa que proponían los partidarios de la "libre", que eran sectores de derecha vinculados a la iglesia. Se vinculó al  Movimiento de Izquierda Revolucionaria-Praxis de Silvio Frondizi quien fue invitado dar una conferencia en Zárate. Juan se sumó al grupo que definía como un grupo de divulgadores e intelectuales marxistas si bien realizaban pintadas políticas. Silvio Frondizi consideraba que el peronismo no era fascismo y afirmaba que la burguesía local  estaba superada con lo cual había que avanzar hacia el  socialismo. Varios miembros del  grupo Praxis se sumaron posteriormente al PRT, incluido el mismo Silvio Frondizi. Al mismo  tiempo Juan Kremer trabajaba en el astillero anglo-argentino de la ciudad de Campana. Allí trabajó de calderero a partir de los 20 años y se afilió al sindicato naval de tendencia anarquista. Trabajó en ese lugar hasta los 22 años. Luego trabajó en la empresa Dálmine Siderca y Cometarsa. En esta empresa tuvo problemas con los sindicalistas vandoristas. Fue despedido.

## Ingreso al PRT
Juan Kremer quiso integrarse sin éxito al grupo del periodista Jorge Masseti.  Ingresó al PRT de Mario Roberto Santucho en el año 1969 a partir de una reunión con un viejo militante llamado "Ignacio" que le planteó la posibilidad de la lucha armada y de crear destacamentos que acompañaran a las masas en ebullición. Kremer ya estaba casado y tenía dos hijos. Adoptó el nombre  ficticio de Luis Mattini, en alusión a Luis por Beethoven, mientras que Mattini hace referencia a su preferencia por el mate.  
Pasó a integrar el grupo del PRT de Zárate y Campana que luego se llamó la regional Norte-Norte o ribera del Paraná. Kremer Balugano no tenía ninguna formación militar hasta entonces e inclusive no había hecho el servicio militar. Fue instruido en tiro por el polémico y cuestionado Joe Baxter. Participó del Quinto Congreso del PRT (en el cual se fundó el ERP) como delegado. Una de las primeras acciones relevantes fue la incursión que se realizó a la usina atómica de Atucha, acción donde  los guerrilleros desarmaron a  miembros de la Gendarmería Nacional a fines del año 1972 y se llevaron ocho fusiles FAL. En la misma participó otro importante miembro del PRT-ERP, Eduardo Merbilháa. Mattini estuvo al frente de la regional norte-norte hasta el año de 1973. Las operaciones que realizaban se hacían a cara cubierta, a diferencia de lo que sucedía en grandes ciudades como Buenos Aires o Rosario, donde se solía actuar a cara descubierta.
Conoció a Luis Pujals y a Mario Roberto Santucho en 1970 en Buenos Aires en una reunión del pre-congreso correspondiente al Quinto Congreso. Luego del mismo  Mattini fue seleccionado para viajar a Cuba para recibir instrucción militar. Viajó con 20 compañeros a la isla, entre ellos tres mujeres. En el grupo estaba el capitán "Santiago", Hugo Irurzun. Poco antes del viaje fue detenido Santucho, quedando al frente del PRT por poco tiempo Luis Pujals. En Cuba Luis Mattini realizó el entrenamiento militar básico, aprendió a fabricar armamento y recibió instrucción para evitar seguimientos y otras maniobras de guerrilla urbana.  Permaneció en Cuba 9 meses y luego volvió a la Argentina.   

## La entrevista con Fidel
Durante el tercer gobierno de Perón, Luis Mattini  fue comisionado por el Buró Político del PRT para entrevistarse con Fidel Castro en diciembre de 1973 a los efectos de solicitar apoyo y entrenamiento para el lanzamiento de la guerrilla rural. Mattini declaró posteriormente que la idea del PRT-ERP  era iniciar la lucha rural luego del golpe de Estado que se consideraba como inminente en Argentina. Fidel Castro en un momento de la larga entrevista nocturna preguntó directamente: "oye ¿cómo andan los preparativos de ustedes para Tucumán? Mattini le respondió que había 40 milicianos que se estaban entrenando allí. Fidel le respondió que "a Perón no se le podía hacer una guerra", a lo que Mattini argumentó que esa no era la idea. La salud del presidente Perón estaba tan deteriorada que era de conocimiento general en el ámbito político que probablemente moriría durante su mandato. Fidel agregó finalmente que no podía ayudarlos porque el gobierno peronista había roto el bloqueo a Cuba y era vital mantener esa relación para los cubanos.

## Funciones  en el BP
Luis Mattini fue miembro de la dirección nacional o bien Buró Político a partir de 1973. Santucho lo nombró "oficial ingeniero" y se dedicó a  configurar y sistematizar la estructura  de resistencia  urbana: imprentas clandestinas, cárceles del pueblo, etc. Mattini y el "Negrito" Fernández también se ocupaban del frente sindical y en esa tarea Luis tuvo amplio contacto con el dirigente sindical cordobés Agustín Tosco.  Cuando se establecieron los grados militares, Mattini fue nombrado capitán. También se ocupó de las tareas internacionales y viajó varias veces a Cuba en representación del partido.  Se ocupó del  frente político del FAS donde interactuó con Alicia Graciana Eguren, a quien describió como una atractiva e inteligente mujer. Coordinó cursos de capacitación en la escuela de cuadros.
En  la reunión de La Pastoril en Moreno  Santucho expresó que el inminente golpe de Estado iba a implicar un salto cualitativo de la situación. El dirigente chileno del MIR Edgardo Enríquez, presente en la reunión en calidad de invitado expresó su discrepancia y comentó la experiencia chilena en la cual el golpe de Pinochet justamente frenó al activismo.  Antes del golpe del 24 de marzo de 1976 el PRT tenía información de inteligencia que indicaba que los militares inicialmente se iban a encarnizar con la militancia sindical, estudiantil, fabril, etc. Luis  Mattini fue despachado a Córdoba para alertar a los aliados políticos del PRT. Al poco tiempo del golpe de Estado  el PRT sufre golpes duros como la caída de las imprentas clandestinas, la fábrica de armas y la caída del dirigente Carrizo. Mattini afirma que Santucho admitió su error de lectura de la situación y aceptó que había un reflujo o repliegue de la militancia y no un salto cualitativo para adelante.

## Caída de la conducción
El domingo 18 de julio de 1976 Luis  Mattini se reunió en el departamento de Villa Martelli donde vivían Domingo Menna y Mario Roberto Santucho. En la reunión participaron Santucho, Menna, Benito Urteaga ,Eduardo Merbilháa y Mattini. El motivo era  ultimar los detalles de la salida de Santucho de Argentina. Al día siguiente lunes 19 de julio,  irrumpe el capitán del ejército argentino Leonetti  con su grupo y luego de un tiroteo mueren  Mario Roberto Santucho y Benito  Urteaga  mientras que Menna es secuestrado en la zona. Mattini debía ir al departamento ese lunes  pero llamó antes y detectó que algo había pasado. Le comunicó la novedad a Enrique Gorriaran Merlo y a  Merbilháa. Por la noche del 19 de julio la radio comunicó la muerte de Santucho. Luis Mattini pasó a ocupar el cargo  de secretario general del PRT-ERP y reorganizó un nuevo buró político. Quedó en consecuencia al frente del partido junto a Eduardo Raúl  Merbilháa y Mauro Carlos Germán. Incorporó al nuevo buró político  a Gorriarán Merlo, Merbilháa y Julio Oropel. A fin del año de 1976  cayeron secuestrados Merbilháa (en septiembre) y Carlos Germán (en noviembre). En septiembre de 1976 cae toda la dirigencia de la Juventud Guevarista. Hacia fines de 1976 caen casi todos los integrantes de las direcciones regionales de Córdoba, Mendoza, Rosario, Tucumán, La Plata, Santa Fe, Bahía Blanca, y Neuquén.

## Exilio
Luego de la formación  del nuevo buró  político Luis Mattini publicó una nota editorial excesivamente optimista en El Combatiente titulada "El enemigo llegó tarde". Mattini y Gorriarán Merlo viajaron a Italia y luego a Praga para reunirse con un enviado especial de Fidel  Castro, del departamento América del Partido Comunista Cubano.  El plan era solicitar  a los cubanos el entrenamiento militar que se les había negado en 1973. La respuesta de los cubanos fue otra vez negativa. Los cubanos aconsejaron el repliegue de lo que quedaba del PRT-ERP  ante la matanza indiscriminada que estaba ejecutando la dictadura militar argentina. Luis Mattini y Gorriarán Merlo vuelven a Roma y deciden sacar de Argentina a los miembros del Comité Central y realizar una reunión en Roma en abril de 1977. La reunión duró de 10 a 12 días. Participantes de la reunión como es el caso de Daniel de Santis consideran que en dicha reunión se consolidó el viraje del PRT hacia el estalinismo soviético. Se confirmó a Luis Mattini como secretario general y el buró político quedó integrado por Mattini, Gorriarán Merlo, Julio Oropel, Leopoldo ( Rogelio Galeano) y el "Vasco" Daniel Martín. Finalizada la reunión  en Roma continuaron las caídas en Argentina ( De Santis, 2015). Cayeron unos 200 militantes organizados, entre ellos tres responsables que habían vuelto a Argentina.
Luis Mattini se instaló en Madrid. En 1978 viajó a Corea del Norte, junto a Roberto Guevara, el hermano del Che. El viaje se hizo primero a Praga, luego Moscú,posteriormente Vladivostok y  finalmente  Pionyang en  Corea del Norte, gobernada por Kim Il Sun.  En Moscú se entrevistó con Kiva Maidanik. El objetivo  del viaje de Mattini fue conseguir instrucción militar y  nuevamente no se consiguieron resultados.  Mattini y Guevara participaron de un seminario con otras delegaciones extranjeras. También Mattini consideró viajar a la Libia de Kadafi con el mismo objetivo de procurar entrenamiento para el ERP pero los libios no se interesaron. Se realizaron algunas operaciones armadas en Europa para conseguir fondos.

## El  fin del PRT y Mattini
En el exterior el PRT se sumergió en un proceso de enfrentamientos internos y divisiones en un marco de derrota política y militar.  Se produce un enfrentamiento entre Luis Mattini y Enrique Gorriarán Merlo. Una cantidad de militantes se alejó del partido. Mattini propuso realizar el sexto congreso de 1979   para discutir las diferencias y discrepancias internas. Participaron militantes que estaban desperdigados por Europa y América. El sector que respondía a Gorriarán Merlo quiso suspender el congreso y no asistió al mismo, formalizándose de esa manera la ruptura de la organización. Gorriarán Merlo  que estaba en París con su gente decidió viajar a Nicaragua a sumarse a la fase final de la Revolución Sandinista. 
En el congreso se realizó una autocrítica del pasado, especialmente de la fase a partir de 1973. El Comité Central elegido en dicho congreso decidió  trasladar la estructura partidaria a México, para poder ingresar luego a la Argentina. El plan de Mattini era armar dos partidos o estructuras, uno compuesto por los militantes que habían quedado en Argentina y otro formado por los reingresantes del exterior. El plan debía ser aprobado por el buró político. Mattini tuvo en cuenta el resultado desastroso de la contraofensiva de Montoneros en 1978..  
Luis Mattini dejó de ser secretario general del PRT por decisión del Comité Central  y fue reemplazado por Roberto Guevara.  Luego fue separado del Buró Político. Pasó a ocuparse de la propaganda y finalmente salió de la organización.  En México fueron apresados Roberto Guevara y Julio Santucho debido  a un intento de secuestro. Mattini se entrevistó con el historiador argentino Rodolfo Puiggrós que le transmitió un mensaje personal de Fidel Castro en el cual le recomendaba abandonar México debido  las consecuencias del  intento fallido de secuestro. Luis Mattini fue expulsado de México y se dirigió a Suecia en calidad de refugiado bajo la protección de las Naciones Unidas.
La  fracción del PRT de Mattini con su nuevo secretario general procedió a reingresar a algunos militantes del PRT a la Argentina.

## Regreso a la Argentina
En 1981  Luis Mattini se refugia en Suecia. Así terminó su vinculación con el PRT. En Suecia estudió el idioma e hizo cursos de matricería  y fue contratado como obrero especializado. Trabajó hasta su vuelta a la Argentina. En 1986 retorna a la  Argentina. A partir de entonces ha publicado una gran cantidad de libros, muchos de los cuales se refieren a la historia del PRT. En 1990 publicó su primer libro "Hombres y mujeres del PRT-ERP: de Tucumán a la Tablada". Se trató de un libro escrito para la militancia perretista según sus propias declaraciones. Fue editado por Eduardo Luis Duhalde. Mattini se vinculó brevemente con el Partido Comunista de Argentina que dirigía Patricio Echegaray. Tomó distancia de sus viejos compañeros de militancia partidaria perretista porque los consideraba obsoletos o perdidos desde el punto de vista ideológico. Mattini brindó una cantidad considerable de testimonios orales y entrevistas. En 2015 consideró que la experiencia del PRT era irrepetible. Se dedicó a temas diversos como las empresas recuperadas y las asambleas barriales.

## Fallecimiento
El 22 de septiembre de 2024 se dio a conocer su fallecimiento, sin que se divulgasen las causas del mismo.

## Libros
- Hombres y mujeres del PRT-ERP: De Tucumán a la Tablada  (1990)
- La política como subversión: una mirada sobre la teoría y práctica del poder popular (2000)
- Qué son las Asambleas Populares (2002)
- El encantamiento político: de revolucionarios de los '70 a rebeldes sociales de hoy (2004)
- Los perros: memorias de un combatiente revolucionario (2006)
- Los perros 2. Memorias de la rebeldía femenina de los ‘70 (2007)
- Prólogo a Che Guevara: desde la histórica altura, de Hernán Brienza (2007)
- Cartas profanas: novela de la correspondencia entre Santucho y Gombrowicz (2008)
- El secreto de Lisboa: un secuestro político de novela (2009)
- Prólogo a La venganza del cordero atado, de Camilo Blajakis (2010)
- ¿Estás ahí?: Conversaciones sobre las palabras que importan (2013)
- La vida es una herida absurda (2013)
- Trotsky. Una introducción (2017)
- El asalto al banco y otros cuentos (2018)
- Antes y después de Chernobyl. La noche quedó adelante (2019)